# J.H. Holland
John Henry Holland (2. februar 1929 – 9. august 2015) var en amerikansk videnskabsmand og professor i psykologi og elektricitet og computer science ved University of Michigan, Ann Arbor. Han var den første der beskrev genetiske algoritmer.